# 勒凯拉尔 (埃罗省)
勒凯拉尔（法語：Le Caylar，法語發音：[lə kɛlaʁ]）是法国埃罗省的一个市镇，属于洛代沃区。

## 地理
勒凯拉尔（43°51'48"N, 3°19'9"E）面积22.08 平方千米，位于法国奧克西塔尼大區埃罗省，该省份为法国南部沿海省份，南濒地中海，西南接奥德省，西北接塔恩省和阿韦龙省，东北与加尔省接壤。
与勒凯拉尔接壤的市镇（或旧市镇、城区）包括：拉库韦尔图瓦拉德、勒克罗、莱里沃、圣费利德耶拉。

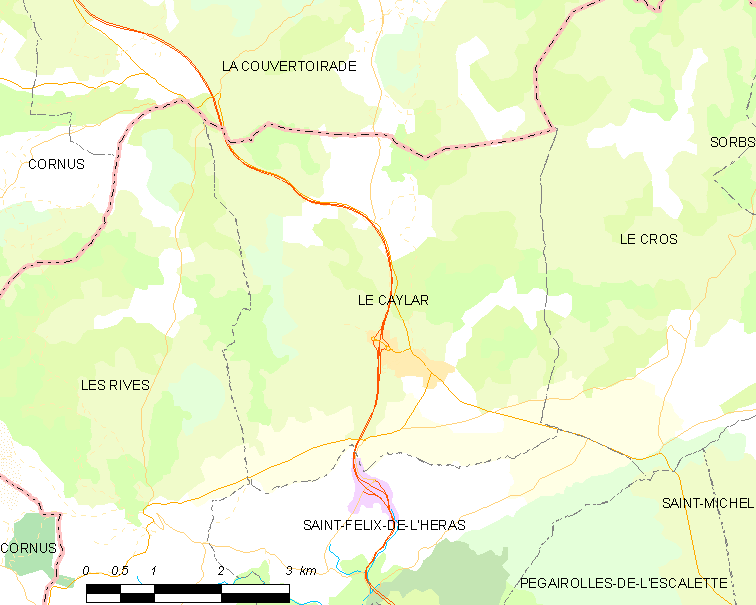
的OSM定位图

勒凯拉尔的时区为UTC+01:00、UTC+02:00（夏令时）。

## 行政
勒凯拉尔的邮政编码为34520，INSEE市镇编码为34064。

## 政治
勒凯拉尔所属的省级选区为洛代沃县。

## 人口

1962-2008年间人口变化图示

勒凯拉尔于2022年1月1日时的人口数量为462人。